# Abraham Calovius
Abraham Calovius (Kalau), född 16 april 1612, död 25 februari 1686, var en tysk luthersk teolog.
Calovius studerade i Königsberg och Rostock och var från 1650 professor i Wittenberg. Han representerade den strängaste lutherska ortodoxin med dess ofördragsamhet och stridslystnad.
Han var opinionsbildare och hade gott rykte som universitetslärare. Hela hans liv upptogs av polemik, och redan som 21-åring skrev han sin första polemiska skrift, följd av en otalig mängd andra mot katoliker, reformerta, socinianer, heresier och framför allt mot Georg Calixtus och dennes inriktning, synkretismen. Efter att han hade skrivit om Calixtus i flera arbeten försökte han 1664 förgäves få sin sammanfattning av den lutherska läran, Consensus repetitus fidei veræ lutheranæ, klassad som symbolisk giltighet. 1682 gav han ut en utförlig beskrivning av hela kontroversen, med Historia syncretistica. Hans dogmatiska huvudverk, Systema locorum theologicorum (tolv band, 1655-1677), och hans stora bibelkommentar, Biblia illustrata (1672-1676), var under sin tid viktiga arbeten.
Calovius försökte att ge hela sin teologi en biblisk karaktär och refererade ofta till Martin Luthers skrifter. Han hade även stor förståelse för det praktisk-religiösa livets intressen.